# Ибраимова, Эльмира Султановна
Эльмира Султановна Ибраимова (кирг. Эльмира Султан кызы Ибраимова; 13 апреля 1962, г. Фрунзе (Бишкек)) — киргизский государственный и общественный деятель, экс-вице-премьер-министр КР. Дочь председателя Совета министров Кыргызской ССР, Героя Кыргызстана Султана Ибраимова.

## Биография
В 1984 г. окончила Московский государственный университет (МГУ) им. М. В. Ломоносова, по специальности экономист, преподаватель политической экономики,
1984—1986 — экономист на Фрунзенском заводе электронных вычислительных машин,
1986—1991 — второй секретарь Октябрьского районного комитета Комсомола,
1991—1996 — заведующая секретариатом в законодательном собрании Жогорку Кенеша КР,
1996—1998 — аудитор от Законодательного собрания ЖК в Счётной палате КР,
1998—1999 — заместитель заведующего Отделом внешней политики Администрации Президента КР,
1999—2001 — постоянный представитель Кыргызстана в ООН,
2002—2003 — координатор проекта Отдела подготовки проекта сельских инвестиций при аппарате премьер-министра КР,
2003—2007 — исполнительный директор АРИС КР,
2007—2008 — депутат Жогорку Кенеша, лидер фракции,
2008—2009 — вице-премьер-министр КР,
В 2009 году исключена из партии «Ак жол» за критику бывшего президента Курманбека Бакиева,
2010—2012 — исполнительный директор АРИС КР,
2012—2016 — председатель Счётной палаты КР.